# Cortlandville
Cortlandville – miasto w Stanach Zjednoczonych, w stanie Nowy Jork, w hrabstwie Cortland.